# Трошке, Теодор фон
Барон Карл Вильгельм Август Теодор фон Трошке (нем. Karl Wilhelm August Theodor Freiherr von Troschke ; 13 марта 1810, Берлин — 11 февраля 1876, Берлин) — прусский военачальник, генерал-лейтенант, военный писатель.

## Биография
Представитель прусской аристократической семьи Трошке. Сын генерал-майора Эрнста фон Трошке (1741—1809).
Военную карьеру начал в 1820 году курсантом военного училища в Потсдаме, затем — в Берлине. В 1827 получил чин подпоручика артиллерийской бригады.
В 1836 окончил Прусскую военную академию. С 1837 по 1839 служил в топографическом управлении.
С 1842 — капитан Генерального штаба. Служил в III армейском корпусе Германской имперской армии. В 1846 — майор I-го армейского прусского корпуса.
В 1854 назначен командиром 1-го артиллерийского полка в чине подполковника. После этого получил звание полковника, а в 1858 году — генерал-майора и бригадира. В 1857 году стал руководителем объединённых артиллерийских и инженерных школ.
В отставку вышел в чине генерал-лейтенанта.

## Награды
Королевства Пруссия:
- Крест за выслугу лет[нем.] (1851)[2]
- Орден Красного орла 4-го класса (1852)[3]
- Орден Красного орла 3-го класса с бантом (1856)[4]
- Орден Красного орла 2-го класса с дубовыми листьями (1859), звезда к ордену с дубовыми листьями (1861)
- Королевский орден Дома Гогенцоллернов, командорский крест (1865)
- Орден Красного орла 1-го класса с дубовыми листьями (1871)
- Железный крест 2-го класса на белой ленте (1874)

Прочие:
- Королевский Гвельфский орден, командорский крест  (1860, королевство Ганновер)
- Орден Заслуг герцога Петра-Фридриха-Людвига, большой командорский крест (1860, великое герцогство Ольденбург)
- Крест «За военные заслуги»[англ.] (королевство Бавария)
- Орден Фридриха, командорский крест 1-го класса (королевство Вюртемберг)

## Избранные труды
- «Beziehungen Friedrichs des Gr. zu seiner Artillerie» (Берлин, 1865),
- «Die Militärlitteratur 1820—1870» (Берлин, 1870),
- «Der preuss. Feldzug m Holland 1787» (Берлин, 1875).

Переработал и дополнил 3-м томом 2-е издание труда генерала Гардегга: «Vorlesungen über Kriegsgeschichte».